# Руденя, Павел Адамович
Павел Адамович Руденя (бел. Павел Адамавіч Рудзеня; 24 августа 1982, Минск — 17 февраля 2025) — белорусский радиолюбитель и ведущий.

## Биография
Павел Руденя — незрячий от рождения радиоведущий из Минска, Белоруссия. Прославился тем, что подключившись к локальной радиоточке организовал на кухне своей квартиры нелегальную радиостанцию с аудиторией около двух тысяч слушателей.
На кухне у Павла побывали многие звезды белорусской эстрады, такие как: Александр Тиханович, Александр Солодуха, Лариса Грибалёва, Алексей Хлестов, певица Алеся.
В 2010 году получил профессиональную премию Попова в области русскоязычного радиовещания в специальной номинации «За любовь к радио».
С 2012 года работал на радиостанции Всероссийского общества слепых, вёл авторскую программу «Шчырая размова». В интервью Радио ВОС от 13 декабря 2018 года заявил, что был частым гостем на белорусском радио до тех пор, пока не рассказал в эфире Радио «Столица» о своём желании пригласить на интервью президента Белоруссии Лукашенко.
Павел стал прототипом главного героя пьесы белорусского драматурга Дианы Балыко «Влюбись не глядя!». Пьеса была поставлена в Могилевском драматическом театре.
Умер 17 февраля 2025 года от онкологии в возрасте 42 лет.